# Tábara
Tábara és un municipi de la província de Zamora, a la comunitat autònoma de Castella i Lleó.

## Demografia
| 1991 | 1996 | 2001 | 2004 |
| ---- | ---- | ---- | ---- |
| 1010 | 987  | 950  | 950  |

## Personatges il·lustres
- León Felipe